# Boris Giuliano

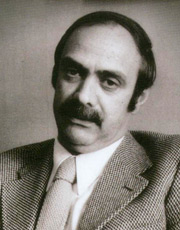
Boris Giuliano

Boris Giuliano (ur. 22 października 1930, zm. 21 lipca 1979) – włoski policjant, szef Squadra Mobile z Palermo.
Uczęszczał do akademii FBI w Quantico w stanie Wirginia, współpracował z amerykańską agencją antynarkotykową DEA.
To jemu, w głównej mierze, przypisuje się zaciśnięcie włosko – amerykańskiej współpracy w walce z zorganizowaną przestępczością po obu stronach Atlantyku.
Nazywano go "Szeryfem" z uwagi na jego błyskawiczną zdolność sięgania po broń.
Jako jeden z niewielu śledczych zrozumiał, że siła mafii nie opiera się jedynie na bezwzględnych rzezimieszkach i zabójcach. Siłą jej były miliardy lirów (setki milionów dolarów) pochodzące z nielegalnego handlu narkotykami (głównie heroiną). Zaczął obserwować ludzi z pieniędzmi oraz ich podejrzane konta bankowe (oraz przelewy).
Odkrył powiązania włoskiego bankiera Michele Sindony z mafią i bankiem watykańskim.
W 1978 roku wspólnie z DEA rozpoczął dochodzenie pod kryptonimem "Operation Ceasar". Ujawniło ono powiązania mafii sycylijskiej w międzynarodowym handlu heroiną pod ścisłą kontrolą bossów.
Na lotnisku Punta Ráisi – z taśmy bagażowej – przejął walizkę z pół milionem dolarów w banknotach o niskich nominałach. Dało to niepodważalny dowód, że między Sycylią i Stanami Zjednoczonymi istnieje – olbrzymich rozmiarów – obustronny handel (pieniądze w walizce wysłał Salvatore Sollena do Francesca Mafary jako dowód zapłaty za towar przysłany przez Geatano Badalamenti'ego; Raport "Greco +161").
Giuliano odkrył też, że na terenie Sycylii produkowana jest heroina, która później przemycana jest do Stanów Zjednoczonych. W jednej z kryjówek w Palermo odkrył 4 kg heroiny i magazyn z bronią.
21 lipca 1979 r. – jak w każdy poranek – Giuliano udał się do baru na filiżankę cappuccino. W pewnej chwili do baru wszedł zabójca Leoluca Bagarella (zawodowy zabójca, hitman) i oddał cztery strzały w plecy Giuliano.
Barman zeznał później, że zabójcy trzęsły się ręce. Niewykluczone, że gdyby obaj (zabójca i Giuliano) stanęli oko w oko, wynik tej potyczki byłby zupełnie inny.